# Арт Маркам и Мэтт Холлоуэй
А́ртур Ма́ркам и Мэ́ттью Хо́ллоуэй (англ. Arthur Marcum & Matthew Holloway) — американский дуэт сценаристов, наиболее известный по написанию сценариев к фильмам «Железный человек» (2008) и «Каратель: Территория войны» (2008).

## Карьера
В 2008 году Маркам и Холлоуэй написали сценарий супергеройского фильма «Железный человек» (2008), для компании Marvel Studios, действие которого происходит в медиафраншизе «Кинематографическая вселенная Marvel» который был снят американским режиссёром и актёром Джоном Фавро и выпущен 2 мая 2008 года компанией Paramount Pictures.
Дуэт также написал сценарий для боевика «Каратель: Территория войны», снятого Лекси Александер и выпущенного 5 декабря 2008 года компанией Lionsgate. Они также были наняты компанией Paramount для совместного написания сценария с Джоном Фаско для фильма «Черепашки-ниндзя» (2014), однако их сценарий в конечном итоге так и не был использован.В 2019 году они были наняты компанией Sony для написания сценария к приключенческому фильму «Анчартед: На картах не значится» (2021) режиссёра Рубена Флейшера. В 2020 году стало известно, что дуэт написал сценарии для двух проектов во вселенной Sony Pictures, посвящённых персонажам компании Marvel Comics: первым из них был фильм «Морбиус» (2022), режиссёром которого выступил Даниэль Эспиноса, а вторым — «Крейвен-охотник» (2024), режиссером которого был назначен Джей Си Чендор.

## Фильмография
| Год  | Фильм                           |
| ---- | ------------------------------- |
| 2004 | Тень страха                     |
| 2008 | Железный человек                |
| 2008 | Каратель: Территория войны      |
| 2017 | Трансформеры: Последний рыцарь  |
| 2019 | Люди в чёрном: Интернэшнл       |
| 2022 | Анчартед: На картах не значится |
| 2024 | Крейвен-охотник                 |